# Tennessees guvernör
Tennessees guvernör är ett folkvalt ämbete som är det högsta ämbetet inom den verkställande grenen av delstaten Tennessees delstatsstyre. Guvernören väljs för 4-årig mandatperiod, med högst ett omval i följd, men utan några andra begränsningar i antalet mandatperioder.
Bill Lee från Republikanska partiet är Tennessees guvernör sedan 19 januari 2019.

## Historisk bakgrund
William Blount (ej att förväxla med halvbrodern Willie Blount) var guvernör för Sydvästterritoriet (Southwest Territory, officiellt Territory South of the River Ohio) 1790–1796 innan delstaten Tennessee grundades. 
Tennessee blev upptagen som fullvördig delstat i USA den 1 juni 1796. 
Tennessee utträdde ur USA 8 juni 1861 och blev därefter en av Amerikas konfedererade stater. Unionen (nordstaterna) ockuperade största delen av Tennessee redan 1862 och Andrew Johnson utnämndes till militärguvernör. Edward H. East tjänstgjorde som tillförordnad militärguvernör från mars till april 1865 under tiden som Johnson hade tillträtt som USA:s vicepresident och en ny guvernör ännu inte hade officiellt tillträtt ämbetet. 
Tennessee blev åter delstat i USA snabbare än de övriga sydstaterna och representerades således även i USA:s kongress på nytt redan 24 juli 1866.

## Tennessees guvernörer från 1796 och framåt

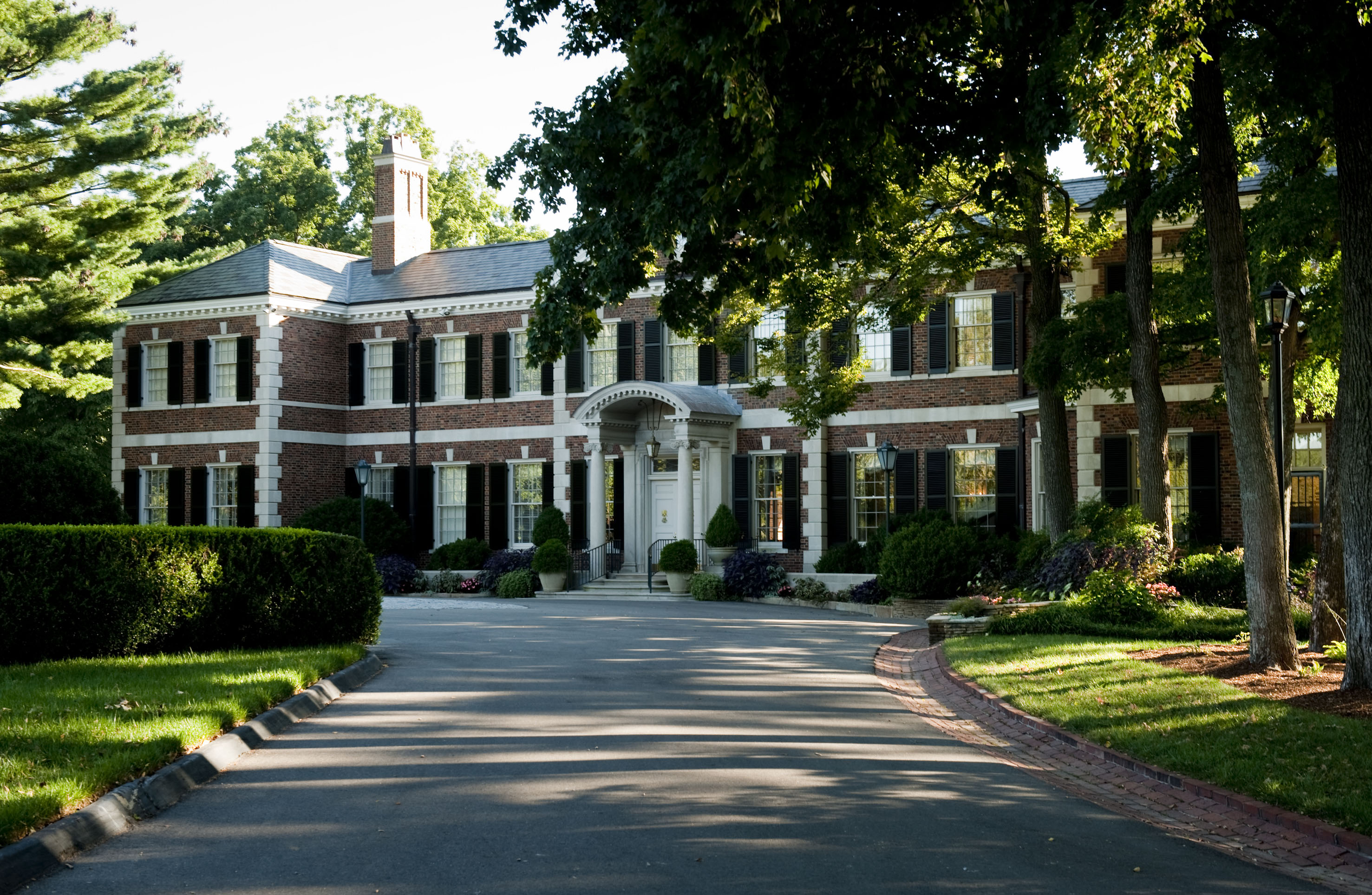
Guvernörsresidenset, beläget i Oak Hill, en förort till Nashville.

| Namn                      | Tillträde | Avgång    | Parti               | Not   |
| ------------------------- | --------- | --------- | ------------------- | ----- |
| John Sevier               | 1796      | 1801      | Demokrat-republikan |       |
| Archibald Roane           | 1801      | 1803      | Demokrat-republikan |       |
| John Sevier               | 1803      | 1809      | Demokrat-republikan |       |
| Willie Blount             | 1809      | 1815      | Demokrat-republikan |       |
| Joseph McMinn             | 1815      | 1821      | Demokrat-republikan |       |
| William Carroll           | 1821      | 1827      | Demokrat-republikan |       |
| Sam Houston               | 1827      | 1829      | Demokrat-republikan |       |
| William Hall              | 1829      | 1829      | Demokrat            |       |
| William Carroll           | 1829      | 1835      | Demokrat            |       |
| Newton Cannon             | 1835      | 1839      | Whig                |       |
| James K. Polk             | 1839      | 1841      | Demokrat            |       |
| James C. Jones            | 1841      | 1845      | Whig                |       |
| Aaron V. Brown            | 1845      | 1847      | Demokrat            |       |
| Neill S. Brown            | 1847      | 1849      | Whig                |       |
| William Trousdale         | 1849      | 1851      | Demokrat            |       |
| William B. Campbell       | 1851      | 1853      | Whig                |       |
| Andrew Johnson            | 1853      | 1857      | Demokrat            |       |
| Isham G. Harris           | 1857      | 1862      | Demokrat            |       |
| Andrew Johnson            | 1862      | 1865      | Demokrat            |       |
| William Gannaway Brownlow | 1865      | 1869      | Republikan          |       |
| DeWitt Clinton Senter     | 1869      | 1871      | Republikan          |       |
| John C. Brown             | 1871      | 1875      | Demokrat            |       |
| James D. Porter           | 1875      | 1879      | Demokrat            |       |
| Albert S. Marks           | 1879      | 1881      | Demokrat            |       |
| Alvin Hawkins             | 1881      | 1883      | Republikan          |       |
| William B. Bate           | 1883      | 1887      | Demokrat            |       |
| Robert Love Taylor        | 1887      | 1891      | Demokrat            |       |
| John P. Buchanan          | 1891      | 1893      | Populist            |       |
| Peter Turney              | 1893      | 1897      | Demokrat            |       |
| Robert Love Taylor        | 1897      | 1899      | Demokrat            |       |
| Benton McMillin           | 1899      | 1903      | Demokrat            |       |
| James B. Frazier          | 1903      | 1905      | Demokrat            |       |
| John I. Cox               | 1905      | 1907      | Demokrat            |       |
| Malcolm R. Patterson      | 1907      | 1911      | Demokrat            |       |
| Ben W. Hooper             | 1911      | 1915      | Republikan          |       |
| Thomas Clarke Rye         | 1915      | 1919      | Demokrat            |       |
| Albert H. Roberts         | 1919      | 1921      | Demokrat            |       |
| Alfred A. Taylor          | 1921      | 1923      | Republikan          |       |
| Austin Peay               | 1923      | 1927      | Demokrat            |       |
| Henry Hollis Horton       | 1927      | 1933      | Demokrat            |       |
| Hill McAlister            | 1933      | 1937      | Demokrat            |       |
| Gordon Browning           | 1937      | 1939      | Demokrat            |       |
| Prentice Cooper           | 1939      | 1945      | Demokrat            |       |
| Jim Nance McCord          | 1945      | 1949      | Demokrat            |       |
| Gordon Browning           | 1949      | 1953      | Demokrat            |       |
| Frank G. Clement          | 1953      | 1959      | Demokrat            |       |
| Buford Ellington          | 1959      | 1963      | Demokrat            |       |
| Frank G. Clement          | 1963      | 1967      | Demokrat            |       |
| Buford Ellington          | 1967      | 1971      | Demokrat            |       |
| Winfield Dunn             | 1971      | 1975      | Republikan          |       |
| Ray Blanton               | 1975      | 1979      | Demokrat            |       |
| Lamar Alexander           | 1979      | 1987      | Republikan          |       |
| Ned McWherter             | 1987      | 1995      | Demokrat            |       |
| Don Sundquist             | 1995      | 2003      | Republikan          |       |
| Phil Bredesen             | 2003      | 2011      | Demokrat            |       |
| Bill Haslam               | 2011      | 2019      | Republikan          |       |
| Bill Lee                  | 2019      | inkumbent | Republikan          | [ 2 ] |